# Айдіт Діпа Нусантара
Діпа Нусантара Айдіт (30 липня 1923 — 22 листопада 1965) — діяч робітничого руху Індонезії.
Народився в родині службовця з о. Суматра. 1942 року закінчив середню комерційну школу, вчився в Академії політичних наук. Політичну діяльність почав 1939 року в юнацьких організаціях; у період японської окупації Індонезії брав участь у створенні патріотичної організації «Рух вільної Індонезії», був її головою.
З 1943 року — член Комуністичної партії Індонезії. У 1945 році був на керівній роботі в молодіжних організаціях. 1945 року заарештований японцями, а пізніше висланий англійцями на о. Онрует. 1947 року Айдіт був обираний членом ЦК і став головою комуністичної фракції парламенту. З 1948 року — член Політбюро, а з 1951 року — генеральний секретар ЦК Комуністичної партії Індонезії.